# Ermita del Cristo de la Providencia (Anna)
La ermita del Cristo de la Providencia está ubicada en el término municipal de Anna (provincia de Valencia, España): construida a mediados del siglo XVIII, es una de las más bellas de la Comunidad Valenciana. 
Se trata de una construcción de planta cruciforme, coronada con cúpula. La fachada principal es neoclásica y la lateral posee un reloj solar típicamente valenciano y unos versos dedicados al Cristo. 
Al pie de la Ermita se construyó El Calvario con donaciones populares.
Destacan dos piezas repujadas de cobre de gran patetismo y dos pinturas inspiradas en obras de Rafael y Rubens y la imagen del Santísimo Cristo, que fue adquirida y traída a la Parroquia de Anna por el religioso Fray Luciano Yago Francés y fue colocado en principio en el Altar Principal de esta Parroquia, en el año 1702. Actualmente se encuentra en la Ermita y se le denomina Santísimo Cristo de la Providencia.